# Argema diana
Argema diana är en fjärilsart som beskrevs av J. Peter Maassen och Gustav Weymer 1872. Argema diana ingår i släktet Argema och familjen påfågelsspinnare. Inga underarter finns listade i Catalogue of Life.